# 東京都立農業高等学校
東京都立農業高等学校（とうきょうとりつ のうぎょうこうとうがっこう、英: Tokyo Metropolitan Nogyo High School）は、東京都府中市寿町一丁目に所在する農業・家庭を専門とする東京都立高等学校。略称は「都立農高」。名称は「農業高等学校」だが全日制では家庭科、夜間定時制では普通科を併設している。

## 設置学科
- 全日制課程
  - 農業科
    - 都市園芸科
    - 緑地計画科
    - 食品科学科

  - 家庭科
    - 服飾科
    - 食物科
- 定時制課程
  - 食品化学科
  - 普通科

## 沿革
- 1909年（明治42年） - 東京府北多摩郡立農業学校として開校
- 1910年 - 東京府北多摩郡立農蚕学校に改称
- 1923年 - 東京府に移管、東京府立府中農蚕学校に改称
- 1943年 - 都制施行により東京都立府中農業学校に改称
- 1948年 - 新制高等学校化、農業科、園芸科、農産製造科、家庭科、定時制農業科を設置（当時の定時制は昼間定時制で月・水・金の週3隔日登校）
- 1950年 - 東京都立農業高等学校に改称、定時制普通科設置、同時に昼間定時制は夜間に
- 1954年 - 都の失業者対策の一環で青少年就農者を養成するため定時制神代分教場（農業課程）を設置
- 1960年 - 定時制神代分教場（農業課程）廃止、本校定時制に吸収
- 1962年 - 全日制食品化学科、定時制食品化学科を新設、全日制農業科、定時制農業科は募集停止
- 1963年 - 全日制家庭科を廃止、家政科、食物科を新設
- 1966年 - 農業土木科を新設
- 1973年 - 農産製造科を食品製造科に改称
- 1984年 - 農業土木科を緑地土木科に改称
- 1991年 - 家政科を服飾科に改称
- 1992年 - 園芸科を都市園芸科、緑地土木科を緑地計画科、食品製造科と全日制食品化学科を統合し食品科学科に改称
- 2009年 - 創立100周年
- 2019年 - 創立110年

## 所在地
- 本校：東京都府中市寿町一丁目10番地。2各科の学級が置かれ、普通科目の授業を受ける。一部の専門講義を行うこともあり、調理実習室の一部、科学・生物などの理科室、音楽室、図書室と、普通科目の職員室、体育教官室、事務室、校長室などがある。
- 併設農場:登録所在地は同上。全課程の専用棟があり、各科の教職員や実習助手の職員室が設置されている。都市園芸科の野菜、果樹、草花の圃場と温室、講義、実験等を行う専門棟、土木→緑地計画科の造園圃場、製図、測量、造園などの講義を行う専門棟、全日制食品科学科（および定時制食品化学科）の実験実習棟、家庭科系統、服飾、食物科（元園芸科実習棟）の実習、専門講義の専門棟が建つ。旧園芸科実習棟（家庭科実習専門棟）と園芸科棟渡り廊下には、歴史的農機具の展示博物スペースを持つ。
- 神代農場：東京都調布市深大寺南町四丁目16番23号。豊富で清らかな涌き水で、山葵の栽培、餅米の栽培、原木椎茸の栽培、虹鱒の養殖、宿泊実習棟等が建つ。園芸科の農場として使用され、専任の教職員と実習助手が常駐している。
- 雨久保農場：東京都府中市晴見町。もとは農業土木科の造園実習用樹木などの栽培をする場であったのが普通農場（変更当時の園芸科、食品製造科、食品化学科および園芸同好会の野菜、草花栽培へ変更）を経て、食品科学科での実習である茶摘み・製茶を行うために、茶畑・茶園の整備を行った。造園樹木栽培農場の晩年は、荒れていて空き地の様子を呈しており、塀も1mの高さしかなく、近所の子供が入り込む遊び場になっていたため整備を行った。当初は無人農場のままであったが、普通農場に変更された翌年に、それまでは管理室とは名ばかりの物置小屋が改築されて、嘱託実習助手が管理人として配置された。併設農場の北に道路を挟んではす向かいに存在し、管理人は併設農場へ出勤したあとに鍵を持って出向き、退勤は鍵を掛け併設農場の園芸科職員室の鍵箱へ鍵を納めて帰宅する。
- 本町農場：東京都府中市本町。もと農蚕用の桑畑を農業科の水稲圃場としたが、農業科の廃止で果樹栽培の場となる。無人農場で、実習や管理を行うときに出向いて実施する。

## 交通
- 京王線府中駅 徒歩5分
- JR武蔵野線北府中駅 徒歩12分
- JR南武線、JR武蔵野線府中本町駅 徒歩15分
- 京王バス：寺91・農業高校下車。

## 著名な出身者
- 高橋ナオト
- 飯野おさみ（元ジャニーズ）
- 比留間敏夫（東京都議会議長）
- 五十嵐美幸（料理人）